# 长营子蒙古族镇
长营子蒙古族镇，是中华人民共和国辽宁省阜新市新邱区下辖的一个乡镇级行政单位。

## 行政区划
长营子蒙古族镇下辖以下地区：
长营子蒙古族社区、长营子村、阿金歹村、金家洼子村、大岗岗村、五家子村、七家子村、胜利村、台头皋村和赵家沟村。